# Antoni Cierplikowski
Antoni Cierplikowski, noto semplicemente come Antoine o Monsieur Antoine (Sieradz, 24 dicembre 1884 – Sieradz, 5 luglio 1976), è stato un parrucchiere polacco naturalizzato francese.
Divenne il primo parrucchiere di celebrità al mondo quando aprì il salone "Antoine de Paris" a Parigi. Tra i suoi clienti vi erano personalità femminili di fama mondiale come Coco Chanel, la regina Maria di Romania, Sarah Bernhardt, Greta Garbo, la First Lady statunitense Eleanor Roosevelt e Brigitte Bardot.

## Biografia
Cierplikowski nacque a Sieradz, in Polonia, e imparò ad acconciare lavorando per suo zio a Łódź. Nel dicembre 1901 si trasferì a Parigi, in Francia. Sposò Berthe Astier il 24 gennaio 1909 a Londra, in Inghilterra, dove entrambi stavano imparando l'inglese.
Dopo essersi trasferito a Parigi, Cierplikowski iniziò a lavorare nel salone delle Galeries Lafayette. Durante la stagione estiva lavorava invece a Deauville, seguendo l'alta società parigina che vi trascorreva le vacanze. Nel 1904 creò un'acconciatura elegante per Lily de Moure quando questa aveva perso il suo cappello alla moda; il suo aspetto senza cappello al braccio di un principe reale fece scalpore; altre signore alla moda presto decisero di farsi acconciare da Cierplikowski.
Nel 1909, Cierplikowski iniziò la moda del taglio a caschetto corto ispirato a Giovanna d'Arco. Negli anni '20, introdusse il bob shingle che divenne popolare tra le giovani donne "audaci", come quelle del Bloomsbury Group. Nel 1924 tinge di blu il pelo del suo cane. Questo blu fu ripreso dalla prima interior designer professionista, Lady Elsie De Wolfe Mendl, che iniziò una nuova moda. Creò l'acconciatura "garçonne" per artisti del calibro di Coco Chanel, Joséphine Baker e Édith Piaf. Si diceva che le sue creazioni costassero fino a 500 franchi, più di 1.000 sterline di oggi.
Nel 1924, Cierplikowski aprì un salone a Saks Fifth Avenue a New York che lo rese il locale di acconciature più alla moda dagli Stati Uniti. Altri famosi parrucchieri, tra cui Sydney Guilaroff, crearono lì la loro reputazione. Il culmine della carriera di Antoine fu l'incoronazione di re Giorgio VI e della regina Elisabetta nel 1937, quando supervisionò 400 acconciature in una notte. 
Dopo la morte della moglie nel 1973, Cierplikowski tornò nella sua città natale, Sieradz, dove morì nel luglio 1976.